# Martin Lichtenstein
Martin Hinrich Carl Lichtenstein, (født 10. januar 1780 i Hamburg, død 2. september 1857) var en tysk zoolog.
Lichtenstein blev udnævnt i 1811 som professor i zoologi ved universitetet i Berlin. Hans flerårige forskning i Sydafrika skildrers i Reisen im südlichen Afrika (to dele, 1810-1811); yderligere  Darstellungen neuer oder wenig bekannter Säugetiere  (1827-1834) og flere ornitologiske værker. Han grundlagde en Zoologisk Have (Zoologischer Garten, åbnede i 1844) i Berlin . Han blev medlem som en udenlandsk medlem af den svenske Vetenskapsakademien i 1829.
Autornavnet Licht. kan bruges for Martin Lichtenstein sammen med et videnskabeligt artsnavn inden for botanikken. (Wikipedia-artikler der bruger autornavnet)